# Elbridge (New York, város)
Elbridge város az USA New York államában, Onondaga megyében. Lakosainak száma 5476 fő (2020. április 1.).

## Népesség
A település népességének változása:

| 2010 | 5 922 |
| 2020 | 5 476 |